# 高山剛
髙山 剛（たかやま つよし、1936年7月30日 - 2015年4月7日）は、日本の実業家。第14代大同特殊鋼代表取締役社長。

## 来歴
広島市安芸区矢野町に6人兄弟の長男として生まれる。矢野小学校、矢野中学校から1955年広島県立広島国泰寺高等学校卒業。京都大学法学部卒業後、1960年に大同製鋼株式会社（現大同特殊鋼株式会社）に入社。1984年に販売第一部長。1990年に取締役営業本部大阪支店長。1992年に常務取締役営業本部大阪支店長。1994年に専務取締役。1996年に代表取締役副社長。1998年に代表取締役社長。2004年から代表取締役会長を務めた。2009年相談役。2015年ぼうこう腺がんで逝去。